# BigMat-Auber 93/Saison 2014
Dieser Artikel listet Erfolge und Fahrer des Radsportteams BigMat-Auber 93 in der Saison 2014 auf.

## Erfolge in der UCI Europe Tour
In der Saison 2014 gelangen dem Team nachstehende Erfolge in der UCI Europe Tour.
| Datum      | Rennen                                  | Kat. | Sieger            |
| ---------- | --------------------------------------- | ---- | ----------------- |
| 9. März    | Grand Prix de la Ville de Lillers       | 1.2  | Steven Tronet     |
| 16. März   | Paris–Troyes                            | 1.2  | Steven Tronet     |
| 5.–8. Juni | Gesamtwertung Boucles de la Mayenne     | 2.1  | Stéphane Rossetto |
| 29. Juni   | Estnische Meisterschaft – Straßenrennen | CN   | Alo Jakin         |

## Zugänge – Abgänge
| Zugänge        | Team 2013                   | Abgänge          | Team 2014                    |
| -------------- | --------------------------- | ---------------- | ---------------------------- |
| Alo Jakin      | Kalev Chocolate Team (2007) | Fabien Bacquet   | Veranclassic-Doltcini        |
| Frédéric Brun  | Neoprofi                    | Nicolas Bazin    | BH-Suntour-KMC               |
| Pierre Gouault | Neoprofi                    | Romain Bacon     | Team Vulco-VC Vaulx-en-Velin |
| Maxime Renault | Neoprofi                    | Guillaume Faucon | Team Hague Cotentin          |
| Yannis Yssaad  | Neoprofi                    | Benoît Drujon    | VC Toucy                     |
|                |                             | Mathieu Drujon   | Karriereende                 |

## Mannschaft
| Name                | Geburtstag        | Nationalität |              |
| ------------------- | ----------------- | ------------ | ------------ |
| Frédéric Brun       | 18. August 1988   | Frankreich   |              |
| Flavien Dassonville | 16. Februar 1991  | Frankreich   |              |
| Pierre Gouault      | 9. Februar 1983   | Frankreich   |              |
| Alo Jakin           | 14. November 1986 | Estland      |              |
| Dimitri Le Boulch   | 20. Februar 1989  | Frankreich   |              |
| Maxime Renault      | 2. Januar 1990    | Frankreich   |              |
| Stéphane Rossetto   | 6. April 1987     | Frankreich   |              |
| Steven Tronet       | 14. Oktober 1986  | Frankreich   |              |
| Théo Vimpère        | 3. Juli 1990      | Frankreich   |              |
| Yannis Yssaad       | 25. Juni 1993     | Frankreich   |              |
| Stagiaires          | Stagiaires        | Nationalität | Nationalität |
| Alexis Isérable     | Alexis Isérable   | Frankreich   |              |
| David Menut         | David Menut       | Frankreich   |              |